# Heckelberg-Brunow
Heckelberg-Brunow ist eine Gemeinde im Landkreis Märkisch-Oderland in Brandenburg. Sie ist Teil des Amtes Falkenberg-Höhe.

## Geografie
Der Ort liegt auf der Hochfläche südlich des Barnim am Rande der Brunower Heide. Südwestlich der Gemeinde befindet sich der Gamengrund, eine eiszeitliche Tiefrinne. Die Gemeinde liegt ca. 12 km südlich von Eberswalde und 30 km nordöstlich von Berlin.

## Gemeindegliederung
Die Gemeinde besteht aus den Ortsteilen Heckelberg und Brunow. Bewohnte Gemeindeteile sind Beerbaum, Brunow, Gratze, Heckelberg und Tiefenseer Siedlung.

## Geschichte
Der Ortsteil Brunow wird erstmals im Jahr 1347 als „Brunowe“ und Heckelberg erstmals im Jahr 1340 urkundlich erwähnt. Im Mittelalter gehörte ein Gut auf der Feldmark des Ortes zum Besitz des Zisterzienserinnen-Klosters Friedland.
Heckelberg und Brunow gehörten seit 1817 zum Kreis Oberbarnim in der Provinz Brandenburg und ab 1952 zum Kreis Bad Freienwalde im DDR-Bezirk Frankfurt (Oder). Seit 1993 liegen beide Orte im brandenburgischen Landkreis Märkisch-Oderland. Der Zusammenschluss der beiden Gemeinden zur Gemeinde „Heckelberg-Brunow“ erfolgte zum 31. Dezember 2001.

## Bevölkerungsentwicklung
| Jahr | Heckelberg | Brunow |      | Jahr | Heckelberg- Brunow |
| ---- | ---------- | ------ | ---- | ---- | ------------------ |
| 1875 | 610        | 253    | 2001 | 888  |                    |
| 1910 | 732        | 200    | 2005 | 863  |                    |
| 1939 | 694        | 249    | 2010 | 749  |                    |
| 1946 | 782        | 330    | 2015 | 668  |                    |
| 1950 | 912        | 398    | 2020 | 700  |                    |
| 1971 | 746        | 267    | 2021 | 711  |                    |
| 1990 | 633        | 196    | 2022 | 707  |                    |
| 1995 | 633        | 186    | 2023 | 716  |                    |
| 2000 | 694        | 222    | 2024 | 722  |                    |

Gebietsstand des jeweiligen Jahres, Einwohnerzahl: Stand 31. Dezember (ab 1991), ab 2011 auf Basis des Zensus 2011, ab 2022 auf Basis des Zensus 2022

## Politik

### Gemeindevertretung
Die Gemeindevertretung von Heckelberg-Brunow besteht aus acht Gemeindevertretern und dem ehrenamtlichen Bürgermeister. Die Kommunalwahl am 26. Mai 2019 führte zu folgendem Ergebnis:
| Partei / Wählergruppe                                        | Stimmenanteil | Sitze |
| ------------------------------------------------------------ | ------------- | ----- |
| Wählergruppe Förderverein für die Gemeinde Heckelberg-Brunow | 72,6 %        | 6     |
| Bürger für Vernunft                                          | 27,4 %        | 2     |

### Bürgermeister
- 2003–2008: Ortwin Jäger (PDS)[9]
- 2008–2014: Michael Busch[10]
- 2014–2024: Heiko Liebig (Wählergruppe Anhänger der Freiwilligen Feuerwehr Heckelberg)[11][12]
- seit 2024: Mandy Buhe (Förderverein für die Gemeinde Heckelberg-Brunow e. V.)

Buhe wurde in der Bürgermeisterwahl am 9. Juni 2024 ohne Gegenkandidatin mit 78,3 % der gültigen Stimmen für eine Amtszeit von fünf Jahren zur ehrenamtlichen Bürgermeisterin gewählt.

### Wappen
| Wappen von Heckelberg-Brunow | Blasonierung: „Von Grün und Gold schräggeviert; Feld 1: ein goldenes Siebenblatt, Feld 2 und 3: ein blauer Wellenstab, Feld 4: über einem goldenen Boden ein goldenes Kastanienblatt.“ |
| Wappen von Heckelberg-Brunow | Das Wappen wurde vom Erfurter Heraldiker Frank Diemar gestaltet. |

### Flagge
Die Flagge ist Gelb – Grün (1:1) gestreift und mittig mit dem Gemeindewappen belegt.

## Sehenswürdigkeiten
In der Liste der Baudenkmale in Heckelberg-Brunow stehen die in der Denkmalliste des Landes Brandenburg eingetragenen Baudenkmale.
- Dorfkirche in Brunow, Ende 13./Anfang 14. Jahrhundert, Kanzelaltar (1834)
- Dorfkirche in Heckelberg, Mitte 13. Jahrhundert, Saalbau aus Feldstein mit eingezogenem Chor, Hochaltar aus einem Retabel (um 1500) und einer Predella (1612)
- Grabanlage Ferdinand Zenker auf dem Friedhof Brunow

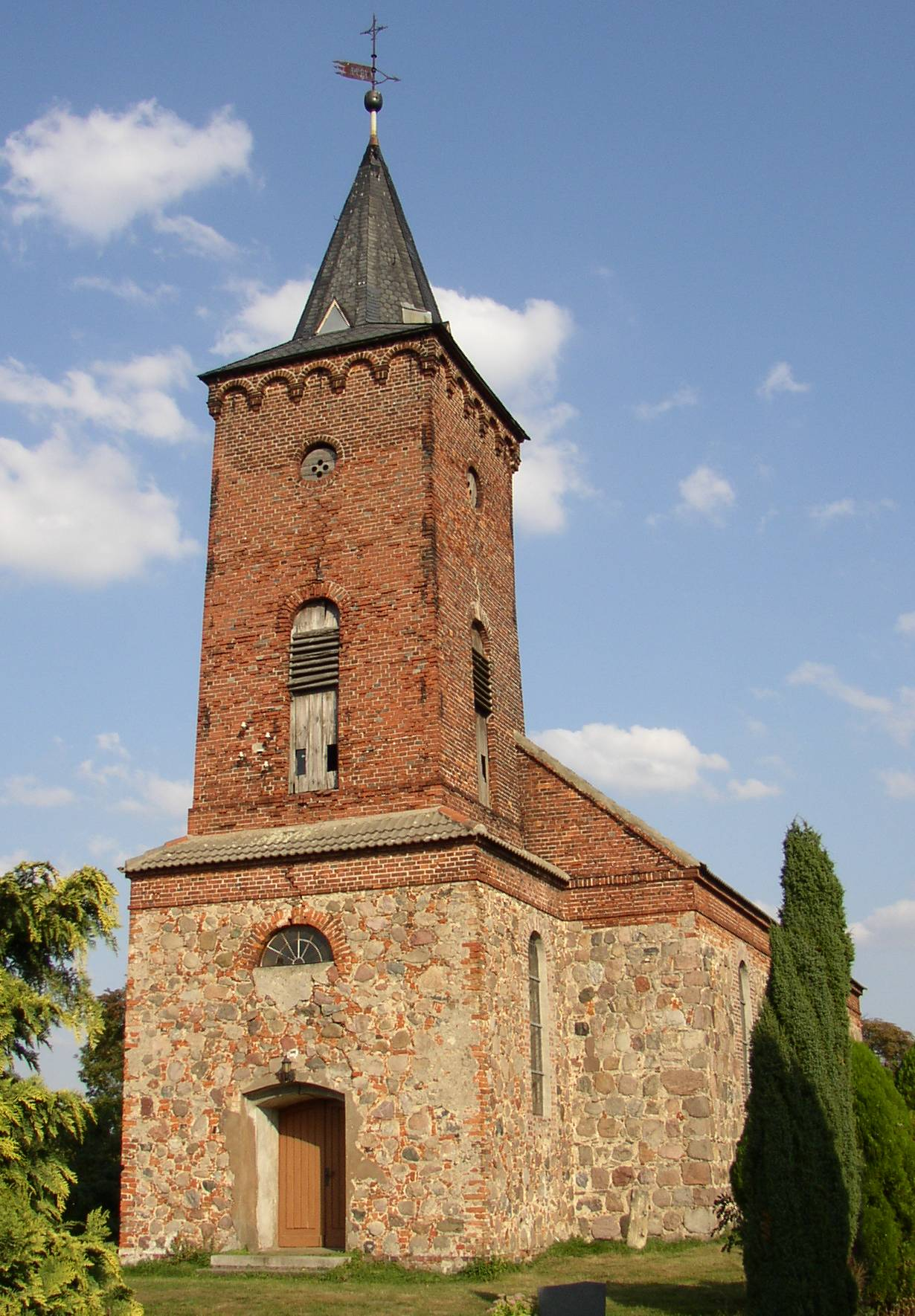
Kirche in Brunow
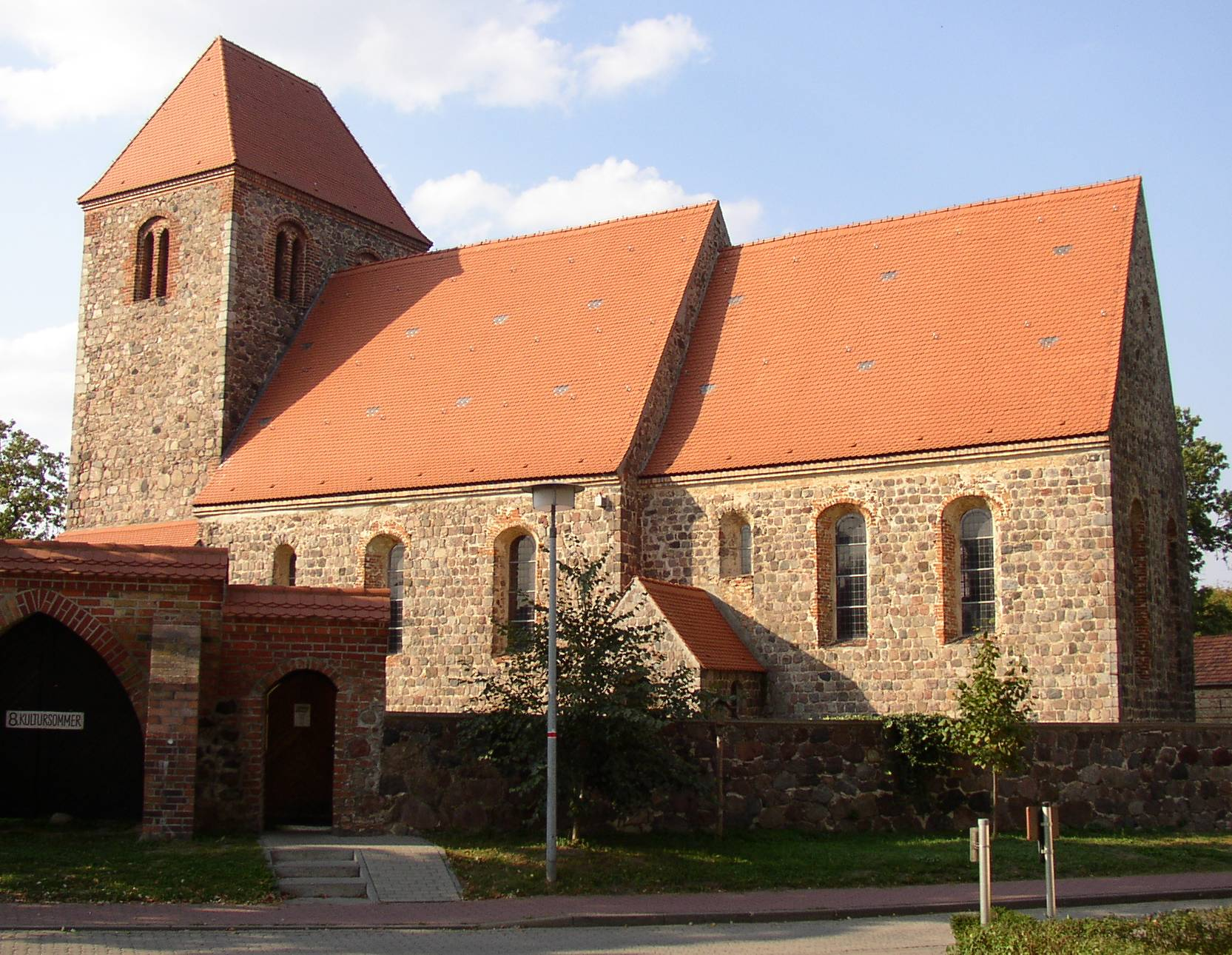
Kirche in Heckelberg

Naturdenkmal
- Eiche bei Gratze[15]

## Verkehr
Heckelberg-Brunow liegt an der Bundesstraße 168 zwischen Eberswalde und Müncheberg und an der Landesstraße L 29 zwischen Biesenthal und Hohenfinow.

## Persönlichkeiten
- Ferdinand Zenker (1792–1864), Rittergutsbesitzer in Brunow
- Albrecht Hirche (* 1959), Theaterregisseur, in Heckelberg geboren
- Hans Sennewald (* 1961), Ruderer, in Heckelberg geboren